# سديم الراي اللساع
سديم الراي اللساع Stingray Nebula (Hen 3-1357) هو أصغر (عمراً) سديم كوكبي معروف  أكتشف في عام 1971 كسديم كوكبي أولي  وتم تصنيفه من قبل كارل غوردون هنيز في عام 1976 يقع سديم الراي اللساع في اتجاه كوكبة المجمرة الجنوبية على بعد 18,000 سنة ضوئية. وبالرغم من أن حجمة يقارب 130 ضعف حجم النظام الشمسي إلا أن حجمة يعادل تقريبا 1/10 حجم معظم السدم الكواكبية المعروفة الأخرى. وقبل أربعين عاما كان سديم الراي اللساع لا يزال سديم كوكبي أولي لم يسخن الغاز فية بعد ولم يتأين. ويقع في وسط سديم الراي اللساع نجم سريع التطور يطلق علية (SAO 244567).

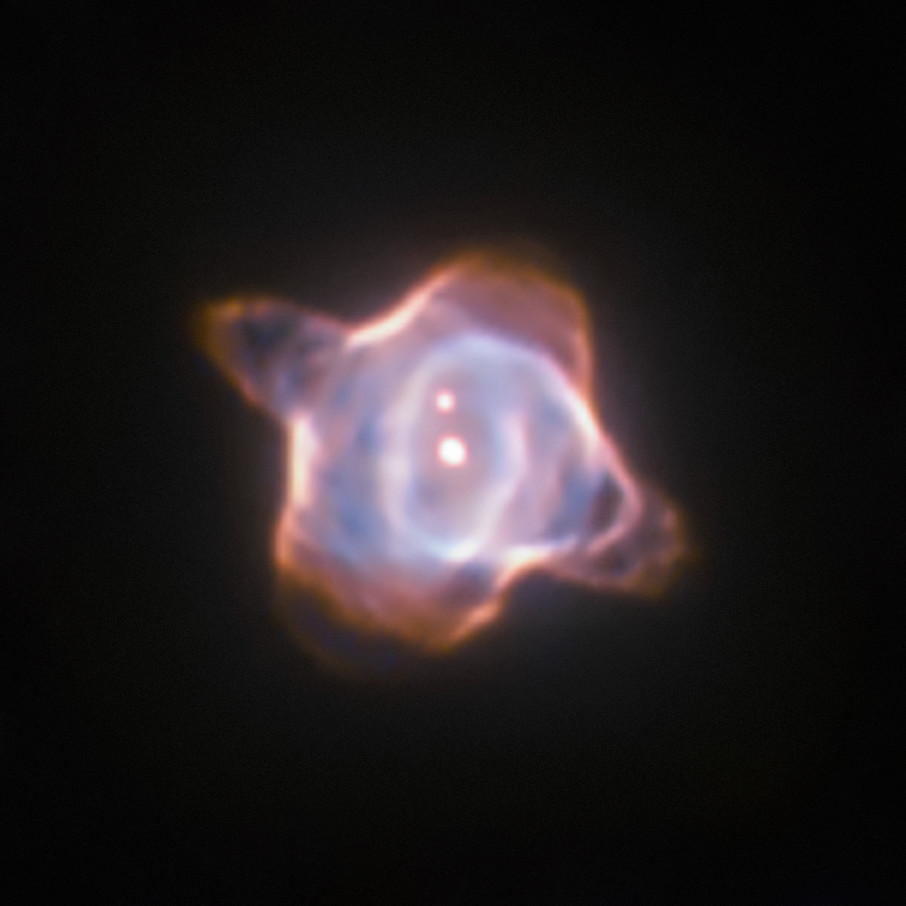
يقع في وسط سديم الراي اللساع نجم سريع التطور يطلق علية (SAO 244567).

## وصلات خارجية
- The Scale of the Universe (صورة اليوم الفلكية 2012 March 12)
- Stingray Nebula at Constellation Guide
- The Youngest Known Planetary Nebula